# Raúl Cárdenas
Juan Raúl Cárdenas de la Vega (ur. 30 października 1928 w Meksyku, zm. 25 marca 2016 w Cuernavace) – meksykański piłkarz występujący na pozycji pomocnika. Trener piłkarski.

## Kariera klubowa
W swojej karierze Cárdenas reprezentował barwy zespołów Real Club España, Chivas, Marte, Puebla oraz Zacatepec. Wraz z ekipą Zacatepec dwukrotnie zdobył mistrzostwo Meksyku (1955, 1958), a także dwukrotnie Puchar Meksyku (1957, 1959).

## Kariera reprezentacyjna
W reprezentacji Meksyku Cárdenas grał w latach 1948-1962. W 1948 roku znalazł się w drużynie na letnie igrzyska olimpijskie, zakończone przez Meksyk na pierwszej rundzie.
W 1954 roku został powołany do kadry na mistrzostwa świata. Wystąpił na nich w spotkaniach z Brazylią (0:5) i Francją (0:2), a Meksyk odpadł z turnieju po fazie grupowej.
W 1958 roku Cárdenas ponownie znalazł się w składzie na mistrzostwa świata. Zagrał na nich w meczach z Walią (1:1) i Węgrami (0:4). Meksyk zaś ponownie zakończył mundial na fazie grupowej.
W 1962 roku Cárdenas po raz trzeci wziął udział w mistrzostwach świata. Rozegrał na nim 3 spotkania: z Brazylią (0:2), Hiszpanią (0:1) oraz ZSRR (3:1), a Meksyk po raz trzeci odpadł z turnieju po pierwszej fazie.

## Kariera trenerska
W 1968 roku Cárdenas został selekcjonerem reprezentacji Meksyku. Pod jego wodzą zakwalifikowała się ona na mistrzostwa świata 1970. Rozegrała na nich cztery spotkania: ze Związkiem Radzieckim (0:0), Salwadorem (4:0), Belgią (1:0) i Włochami (1:4). Tamten turniej Meksyk zakończył na ćwierćfinale.